# 松視
松視（SSTV，2005年~）是台灣核准合法播映成人節目的限制級鎖碼頻道，由松視事業股份有限公司經營，頻道內容以播放限制級成人影片為主。
目前有「松視1台 （页面存档备份，存于）」、「松視2台 （页面存档备份，存于）」、「松視3台 （页面存档备份，存于）」、「松視4台 （页面存档备份，存于）」四個頻道。

## 簡歷
2005年，取得執照。
2006年，開播「情趣S台」為24小時播放成人節目（限制級鎖碼）。
2007年，開播「心動都會台」、「慾望綜合台」、「性福快樂台」為24小時播放成人節目（限制級鎖碼）。
2009年，更換頻道名稱為「松視1台」、「松視2台」、「松視3台」、「松視4台」，並且成立官方網站。
2015年，升級松視1台為HD高畫質。
2019年，升級松視2台為HD高畫質。
2020年，升級松視3台、松視4台為HD高畫質。

## 所屬頻道位置
| 供應商            | 松視1台 | 松視2台 | 松視3台 | 松視4台 |
| ----------------- | ------- | ------- | ------- | ------- |
| 中華電信MOD       | 835     | 836     | 837     | 無      |
| 凱擘大寬頻/台固   | 908     | 909     | 910     | 911     |
| TBC台灣寬頻通訊   | 408     | 409     | 410     | 411     |
| 中嘉bbTV          | 305     | 306     | 307     | 302     |
| 新北市/天外天     | 305     | 306     | 307     | 302     |
| 大豐/台灣數位寬頻 | 321     | 322     | 323     | 324     |
| 台灣數位光訊      | 405     | 406     | 407     | 404     |
| 三大              | 296     | 297     | 298     | 299     |
| 國聲/世新         | 301     | 302     | 303     | 304     |
| 大揚/新永安       | 400     | 401     | 402     | 403     |
| 南國              | 401     | 402     | 403     | 無      |